# Claus Kretz
Claus Kretz (* 22. September 1950 in Speyer; † 23. Januar 2007) war ein deutscher Jurist, Hochschullehrer und Politiker (CDU).
Kretz studierte nach dem Abitur in Speyer Rechtswissenschaften in Heidelberg und Münster. 1980 war er Regierungsassessor beim Regierungspräsidium, ehe er als Leiter des Umweltamtes zum Rhein-Neckar-Kreis wechselte. Von 1982 bis 1992 hatte er einen Lehrauftrag an der Hochschule für Verwaltungswissenschaften Speyer. 1993 wurde Kretz zum Ersten Landesbeamten des Landkreises Karlsruhe ernannt. 1997 wählte ihn der Kreistag zum Landrat des Landkreises. 2005 wurde Kretz wiedergewählt. Nachdem er wegen einer Mietaffäre unter Druck geraten war, beging er 2007 in der Nähe vom Bahnhof Rot-Malsch Suizid.